# کادیلاک آلانتی
کادیلاک آلانتی یا کادیلاک آلانته (به انگلیسی: Cadillac Allanté) خودرویی است که در سال‌های ۱۹۸۷ تا ۱۹۹۳ تولید شده است. طراحی آن خودروهای موتور جلو-محور جلو بوده است. سیستم جعبه‌دندهٔ آن ۴ دنده به‌صورت خودکار است.